# 空間關係
建築學中，空間關係為建築設計的平面配置呈現，一組空間關係可以對應到一個以上的平面圖，也就是一對多的形式。空間關係一般可以分為兩類：相鄰關係和連通關係。

## 相鄰關係
相鄰關係（adjacency）─即兩個空間是否相鄰。

## 連通關係
連通關係（connectivity）─亦即兩個空間相鄰以外是否相通，比如以門窗將原本相鄰但各自封閉的兩空間打通。

## 關聯圖
進行基本空間配置時，通常有一組最基本的空間關係，稱為「關聯圖」，又叫「關係圖」，是用來分析事物之間『原因與結果』、『目的與手段』等複雜關係的一種圖表，它能夠幫助人們從事物之間的邏輯關係中，尋找出解決問題的辦法。適用於多因素交織在一起的複雜問題的分析和整理·它將眾多的影響因素以一種較簡單的圖形來表示，易於抓住主要矛盾、找到核心問題，也有益於集思廣益·迅速解決問題。
關聯圖由圓圈（或方框）和箭頭組成，其中圓圈中是文字說明部分箭頭由原因指向結果，由手段指向目的。文字說明力求簡短、內容確切易於理解，重點項目及要解決的問題要用雙線圓圈或雙線方框表示。
由關聯圖衍生出的實例如「泡泡圖（Bubbles Diagram）」，此時一個個的圓圈主要用以表達各個空間的位置分布，呈現出複雜的空間關係。換言之，泡泡圖是基本的建築架構，概念式的房屋規劃，空間初步定位，可養成圖釋思考（graphic thinking）的習慣，學會做草圖的技巧，將空間設計的初步概念融於簡易的圖示中。

## 空間矩陣
在建築計劃的步驟中，最重要的就是分析建築物的機能，再以不同的圖面表現以表達建築物內部空間所必須滿足的機能關係。例如「空間矩陣表（Space  Matrix）」可將所有空間和其他空間的相互關係（鄰近的程度和活動密切的程度）以不同的圓點大小顯示其密切性，再以泡泡圖將所需的空間做出一基本但沒有方向性的佈局。這個時候由於沒有任何環境、氣候、美感和哲理上的考慮，因此設計者能專心的把最基本而重要的內部機能關係分析清楚，並提出合理的方案。空間矩陣圖與鄰近關係和相通關係的對應可參見，施弘晉的《空間連通關係的建築分類演算》一書。

## 資料來源
1. ↑  施弘晉，《空間連通關係的建築分類演算》，國立臺灣大學建築與城鄉硏究所。2000年：34頁。
2. ↑  國立中山大學，泡泡圖實例，http://www.general.nsysu.edu.tw/tai/06-Special_Topics/01-bubble91-1/bubble91-1.htm （页面存档备份，存于）
3. ↑  衛萬民、包匡、吳梵煒，《建築平面設計泡泡圖配置方法之探討[永久]》，朝陽科技大學建築及都市設計研究所。2004年。
4. ↑  施弘晉，《空間連通關係的建築分類演算》，國立臺灣大學建築與城鄉硏究所。2000年：35頁。